# 엔시스 (기업)
엔시스(Nsys Co. Ltd.)는 대한민국의 2차전지 비전검사장비 기업이다. 본사는 충청남도 아산시 음봉면 스마트산단3로 18 스마트밸리산업단지에 위치해 있으며 대표이사는 진승언이다. 한국 배터리 3사에 이어 노르웨이 모로우배터리(이하 모로우)에도 장비를 공급한다 2022년 4월 2차전지 후공정 장비기업 갑진에 100억원을 투자하며 지분 14.13%을 취득한 바 있다

## 상장
2021년 4월 코스닥 시장에 상장하였다

## 같이 보기
- 2차전지

## 참고문헌
1. ↑  엔시스, 올 1분기 영업익 21억원…전년비 18.5% 증가, 이데일리, 2024.05.10
2. ↑  엔시스, 풀 밸류체인 '횡적전개' 시동, 더벨, 2024-03-20
3. ↑  진기수(임원), 엔시스 지분 3억8000만원 ↑, 데일리인베스트, 2024.06.13
4. ↑  매출처 다변화 성공한 엔시스, 국내 배터리 3사부터 모로우배터리까지 고객사로 확보, 디일렉, 2024.03.26
5. ↑  2022.10.20 김재윤, 한국IR협의회 기업리서치센터 기술분석보고서-엔시스, 2022.10.20[깨진 링크(과거 내용 찾기)]
6. ↑  나정현, 진기수 엔시스 대표, “2차전지 검사장비 글로벌 기업으로 성장할 것”, 스마트에프엔, 2021-03-16